# Bleckley County
Bleckley County je okres ve státě Georgie ve Spojených státech amerických. K roku 2006 zde žilo 12 353 obyvatel. Správním městem okresu je Cochran. Celková rozloha okresu činí 568 km². Vznikl v roce 1912.